# Pitcairnia petraea
Pitcairnia petraea är en gräsväxtart som beskrevs av Lyman Bradford Smith. Pitcairnia petraea ingår i släktet Pitcairnia och familjen Bromeliaceae. Inga underarter finns listade i Catalogue of Life.